# Партений Левкийски
Партений Левкийски е български духовник, левкийски епископ на Българската православна църква от 1945 до 1982 година.
В продължение на десетилетия Партений е викарий на Софийската епархия, като последователната му и безкомпромисна позиция срещу тоталитарния комунистически режим и неговата намеса в дейността на Църквата възпрепятстват израстването му в църковната йерархия, но и му създават много последователи сред църковните среди.

## Биография

### Ранни години
Роден е на 7 март 1907 година в Провадия, България, със светското име Стоян Стаматов Стоянов в семейството на Стамат Стоянов, цариградски българин, и Стойка Димитрова – лозенградска българка. Работи в гостилницата на баща си. В 1929 година завършва с отличие Софийската духовна семинария, като в последния, шести клас е замонашен под името Партений от ректгора епископ Борис Стобийски. Малко по-късно е ръкоположен за йеродякон, а през есента на същата 1929 година започва да учи в Богословския факултет на Софийския университет.

### Протосингел на Неврокопската епархия
На 20 юли 1933 година Партений е ръкоположен за йеромонах и е назначен за ефимерий и преподавател в семинарията. През 1936 година става протосингел на Неврокопската митрополия. На следната 1937 година е учи във Фрайбург, където получава научната степен „доктор по философия“, а след това в Берн, където получава степента „доктор по църковно-канонично право“. След завръщането си в България продължава да служи като протосингел на митрополит Борис Неврокопски. Възведен е в архимандритско достойнство.

### След Деветосептемврийския преврат
След Деветосептемврийския преврат в 1944 година архимандрит Партений е арестуван за „клевети срещу Съветския съюз“ с намерението да бъде предаден на т.нар. „Народен съд“. Той остава 40 дена в Централния софийски затвор, но е освободен е след намесата на митрополит Стефан Софийски.
На 8 април 1945 година архимандрит Партений е ръкоположен за епископ с титлата левкийски и става втори викарий на екзарх Стефан.
На 21 юни 1949 година „Държавна сигурност“ поставя епископ Партений под активно наблюдение по подозрение, че е „активен привърженик на фашистката власт“. През следващото лято прави неуспешен опит да го вербува за свой агент, изнудвайки го със „злостните му антинародни и антисъветски изказвания преди 9 септември“ и с „угрозата да не му се разреши да живее в София“. Отговорният офицер от „Държавна сигурност“ го определя като „религиозно закостенял и твърд“ и отбелязва, че „за разлика от всички други религиозници в морално отношение не е компрометиран“ и че е много добре образован, като владее църковнославянски, руски, гръцки, френски и немски. През 1951 година делото му в „Държавна сигурност“ е преобразувано в активна агентурна разработка под името „Фанатик“. В 1953 година след като първия викарий – епископ Пимен Стобийски е избран за неврокопски мипрополит, епископ Партений става първи викарий на Софийската митрополия.

### Викарий на Американската епархия
След като в края на 1963 година Българската православна църква възстановява прекъснатите си от 1947 година връзки си със своята Американска епархия и признава нейния митрополит Андрей, тя се съгласява и с неговото искане да му бъде изпратен като викарен епископ Партений Левкийски. „Държавна сигурност“ остро се противопоставя на това назначение, но патриарх Кирил със съдействието на председателя на Комитета по църковните въпроси Михаил Кючуков успява да го прокара през администрацията, изглежда донякъде мотивиран от желанието да отстрани от София своя често критичен към работата му викарий.
Епископ Партений поема поста на викарий на Американската епархия в първите дни на 1965 година и се настанява в сградата на митрополията в Ню Йорк, където живее митрополит Андрей. Между двамата възниква постоянно засилващ се конфликт, породен от скромните финансови възможности на епархията, желанието на Партений за по-голяма самостоятелност и откритата му подкрепа за емигрантските кръгове около Българския национален фронт и бившия цар Симеон II, докато митрополит Андрей се стреми към политическа неутралност. Партений влиза и в конфликт с Македонската патриотична организация, подкрепяща новоотделилата се Българска епархия в изгнание, заявявайки, че „който твърди, че даже Църквата е комунизирана, той е всъщност агент на комунизма, защото говори за неговия пълен успех в България, когато комунистите са само шепа терористи, които насила управляват нашата страна“.
Дейността на епископ Партений предизвиква нарастващото недоволство на „Държавна сигурност“. По нейни данни той неколкократно отслужва по искане на български емигранти панихиди за жертвите на комунистическия терор след Деветосептемврийския преврат. Особено значение политическата полиция отдава на участието му в тържеството през юни 1965 година в Мадрид по повод десетгодишнината от пълнолетието на Симеон II, важно публично събитие за българската емиграция, на което присъстват няколкостотин души и на което Партений отслужва молебен.
Междувременно напрежението между епископ Партений и митрополит Андрей се задълбочава и през септември 1966 година митрополитът обявява уволнението му. Опитите на някои видни емигранти, сред които Стефан Груев и Симеон II да посредничат в конфликта не постигат успех. Партений изглежда обмисля възможността да остане в Съединените щати и забавя заминаването си, но в крайна сметка през декември 1966 година се връща в България.

### Последни години
След връщането си в България отново е първи викарий на Софийската митрополия до смъртта си на 2 март 1982 година.
Автор е на много химнографски трудове, както и на „Жития на светците“ в два тома. В 1981 година е награден с почетния знак на Българската академия на науките и с орден „Кирил и Методий“ І степен.